# 石砳磊
石砳磊（？—？）女，辽宁开原人，中华民国教育家。

## 生平
1928年6月北伐军进入北京（1928年6月28日更名为北平）后，1928年6月6日，中国国民党北京市党部（后更名为中国国民党北平市党部）由地下转入公开状态。由于济南惨案的发生，在中国国民党北平市党部推动下，北平的反日运动逐步展开。1928年7月底，北平学生联合会、商民协会、妇女协会、总工会、总商会等团体的代表40多人在市党部召开会议，成立“北平各界济案外交后援会”。10月27日，北平90多个团体的代表167人在市党部集会，宣布成立北平反日会成立。10月30日，北平反日会举行第一次执委会，选举张寅卿、邓亮、石砳磊、曹鳌、滕珂5人为常委。这五人的背景如下：
| 姓名                  | 所属高校         | 所属民众团体   | 所属国民党派系                 |
| --------------------- | ---------------- | -------------- | ------------------------------ |
| 张寅卿                | 朝阳大学         | 北平总工会     | 中山主义大同盟（丁惟汾为领导） |
| 邓亮 （后改名邓昊明） | 中国大学         | 北平学生联合会 | 本社（后归并于第三党）         |
| 石砳磊                | 北平女子师范大学 | 北平妇女协会   | 中山主义大同盟                 |
| 曹鳌                  | 北平师范大学     | 北平学生联合会 | 中山主义大同盟                 |
| 滕珂                  | 中法大学         | 北平学生联合会 | 中山主义大同盟                 |

1931年九一八事变爆发后，北平市的妇女界先后成立了多个抗日组织，例如北平女界抗日救国会、妇女救国十人团、华北妇女救国会、妇女救国同盟会等等。其中，妇女救国同盟会于1932年1月10日成立，成立大会在石驸马大街的北京师范大学第二院大礼堂举行，出席者200多人，吕云章、张希文、石砳磊、庄静、冯毅成5人组成大会主席团，公推张希文任总主席。与会者讨论了该组织的简章及宣言。
1932年一·二八事变爆发后，1932年2月13日，华北妇女抗日救护队成立。在西单市党部街的协化女中举行成立大会，到会会员40多人，公推王冬珍任大会主席。大会通过了简章，宣言，致淞沪抗日将士、东北抗日将士、全国将士通电，致函京、沪各地救护队等项决议案，选举以下9人组成了队务委员会：张秀华、王庸、李岫琛、隋灵碧、刘秀如、王冬珍、石砳磊、何静安、孙丽云。
石砳磊曾经长期担任北平师大女附中校长。
原师大女附中学生孙亚英在回忆文章《家贫也读书》中说：
一九四五年的夏末，我们正放暑假。有一天学校忽然通知，第二天都到学校去，我们也不知道有什么事。第二天早上，我在书包里简单带了点文具就赶往学校，进了校门之后，就感到气氛不同于往日，老师们在快步走来走去忙着什么，好像在憋着一股强烈的喜气。同学们看着神情凝重的老师，心里有些茫然。过了一会儿，老师要我们都到大礼堂去，一进礼堂，我们都愣住了，眼睛都睁得大大的，礼堂正中挂的不再是日本的膏药旗，竟出现了青天白日滿地红的旗帜，而且中间还挂着孙中山先生像！我们面面相視，简直不敢相信，是不是日本真的战敗了？我们是不是在做梦？大家都被一种将要被证实的巨大欢喜冲激着。有人脸上巳经挂着泪水了。这完全是可以理解的，八年了，我们再没看到过中国自己的国旗，多么亲切的中国国旗！再也不挂那个屈辱的太阳旗了！我们怎能不喜极而泣呢？正式开会了，校长石砳磊先生郑重宣布：日本军队无条件投泽了，中国人民的八年抗战终于取得了胜利。这句话刚出口，礼堂里一片欢呼声，同学们都互相拥抱了起来，脸上是挂着泪的笑容。一会儿，音乐老师在钢琴上奏起了中国国歌，我们齐声唱起了：“三民主义，吾党所宗，以建民国，以进大同……”当时我们还没有国共两党的概念，心里只有一个极为简单的想法，这是我们中国人自己的国歌，八年都沒敢大声公然唱的中国国歌，今天，我们能在大礼堂里尽情地唱了。大家都高声地唱着，声音是从胸腔里发出来的，唱得感情充沛，唱得慷慨激昂，唱得揚眉吐气，同时眼泪却是无论如何都擦不干了。
1947年，石砳磊作为婦女團體中的北平市妇女，当选为第一屆國民大會代表。作家王蒙在回忆1947年的北平世情时说：“黄宗英主演的第一部影片《追》，我是在一个大礼堂里看的，当时的师大女附中校长石砳磊竞选参议员，为此，招待一批批师生看电影，一面放电影，一面打幻灯，为石女士竞选造势。我因为年龄小，远不够投票标准。”